# Улица Космонавта Пацаева (Калуга)
Улица Космонавта Пацаева — улица в исторической части Калуги, проходит от улицы Достоевского до улицы Дарвина. Одна из самых коротких улиц в городе, протяжённость улицы около 220 м.

## История
Проложена в соответствии с градостроительным планом 1778 года. Историческое название — Кольцовский переулок, в переулке находились палаты купца Кольцова, ныне одно из старейших сохранившихся в городе гражданских строений.
В 1943 году носила имя Достоевского.
Современное название в память трагически погибшего при спуске с орбиты космического корабля «Союз-11» советского космонавта Виктора Пацаева (1933—1971), мемориальная доска на д. 3А.
Многие дома на улице требуют капитального ремонта

## Достопримечательности
д. 3 — Дом Угрюмовых
д. 4 — Комплекс усадьбы Торубаевых-Унковских
д. 5 — Усадьба Кольцовых
д. 10 — Жилой дом

## Известные жители
д. 4 — Семён Яковлевич Унковский

## Галерея

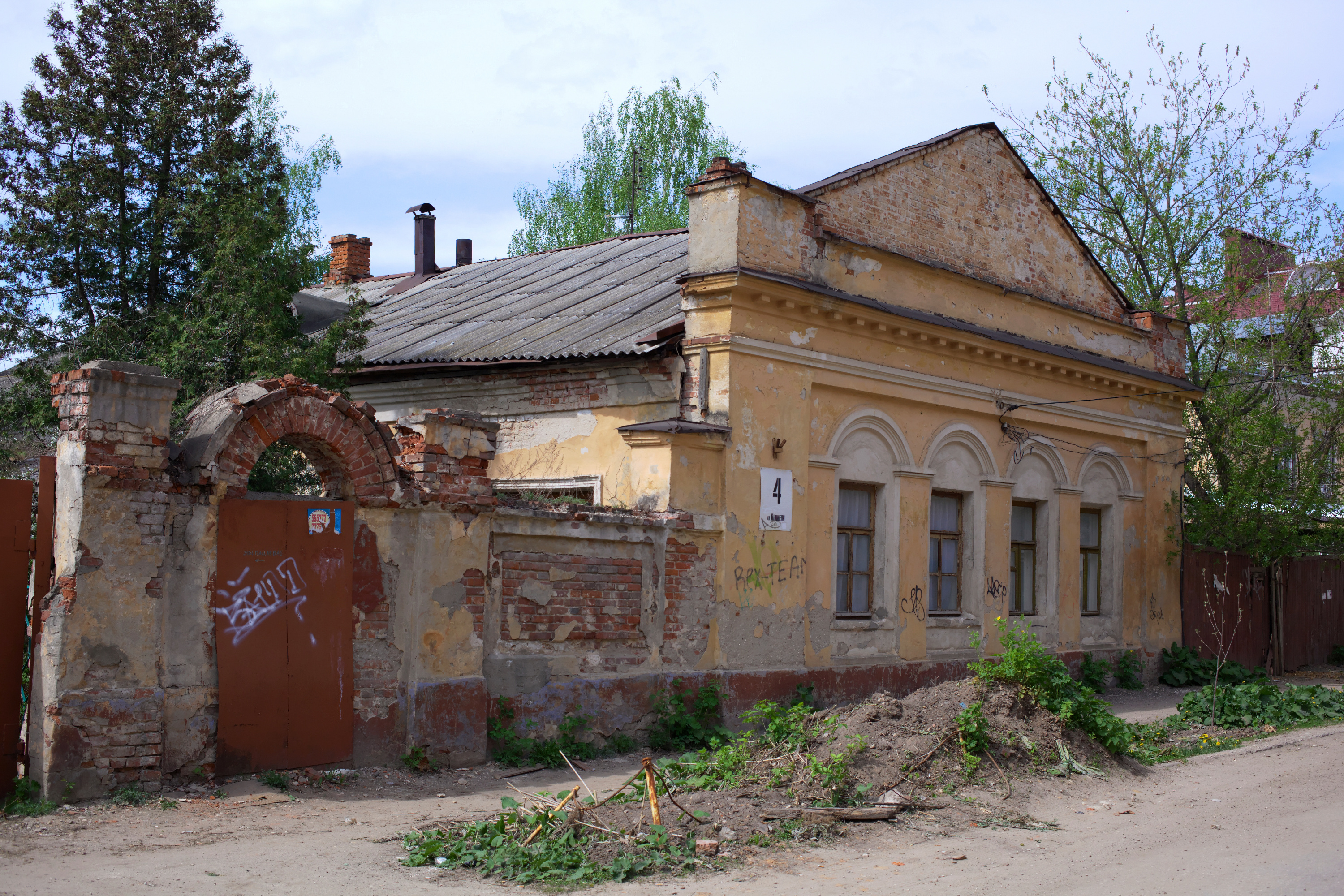
Комплекс усадьбы Торубаевых-Унковских
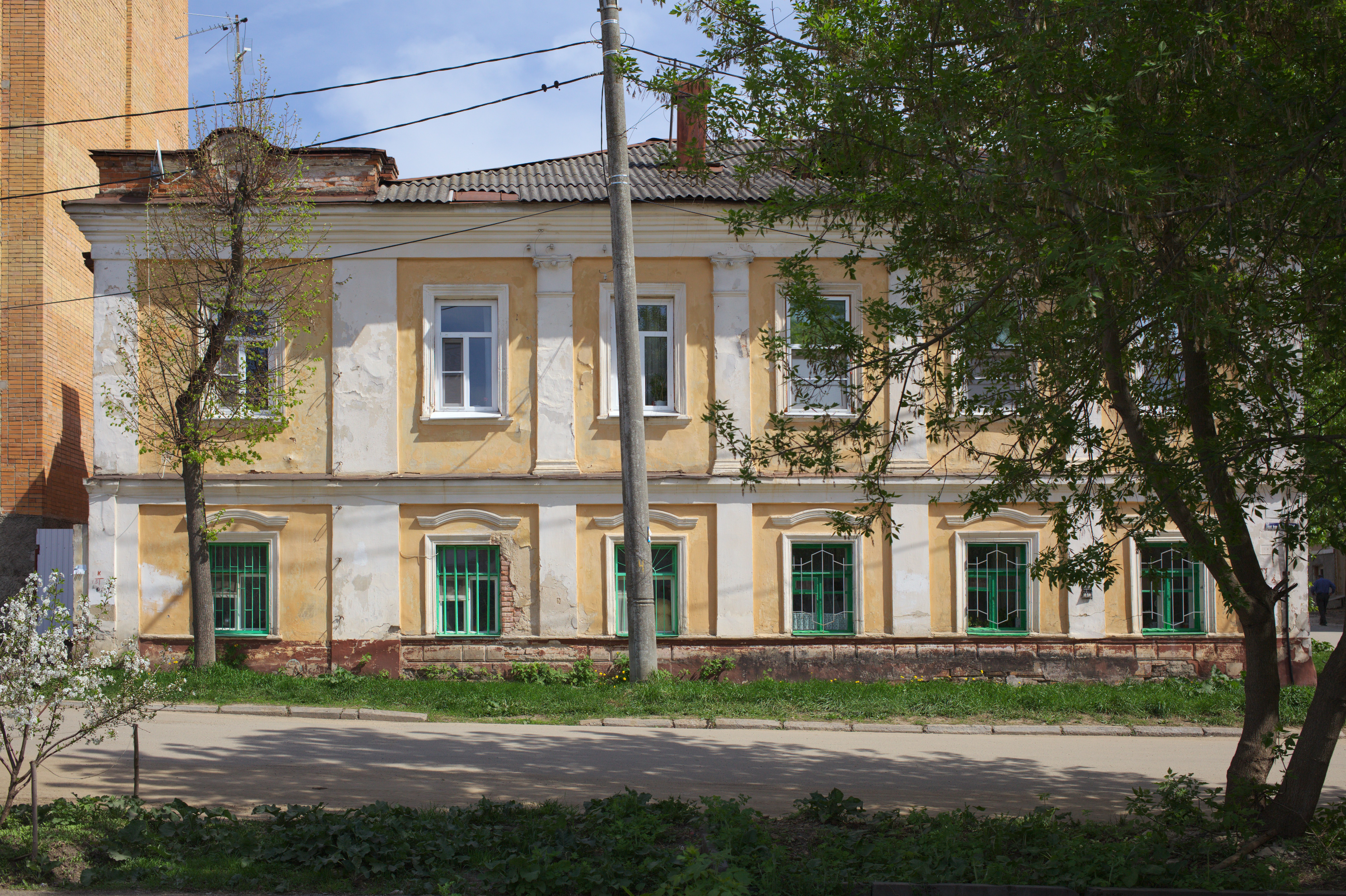
Усадьба Теренина
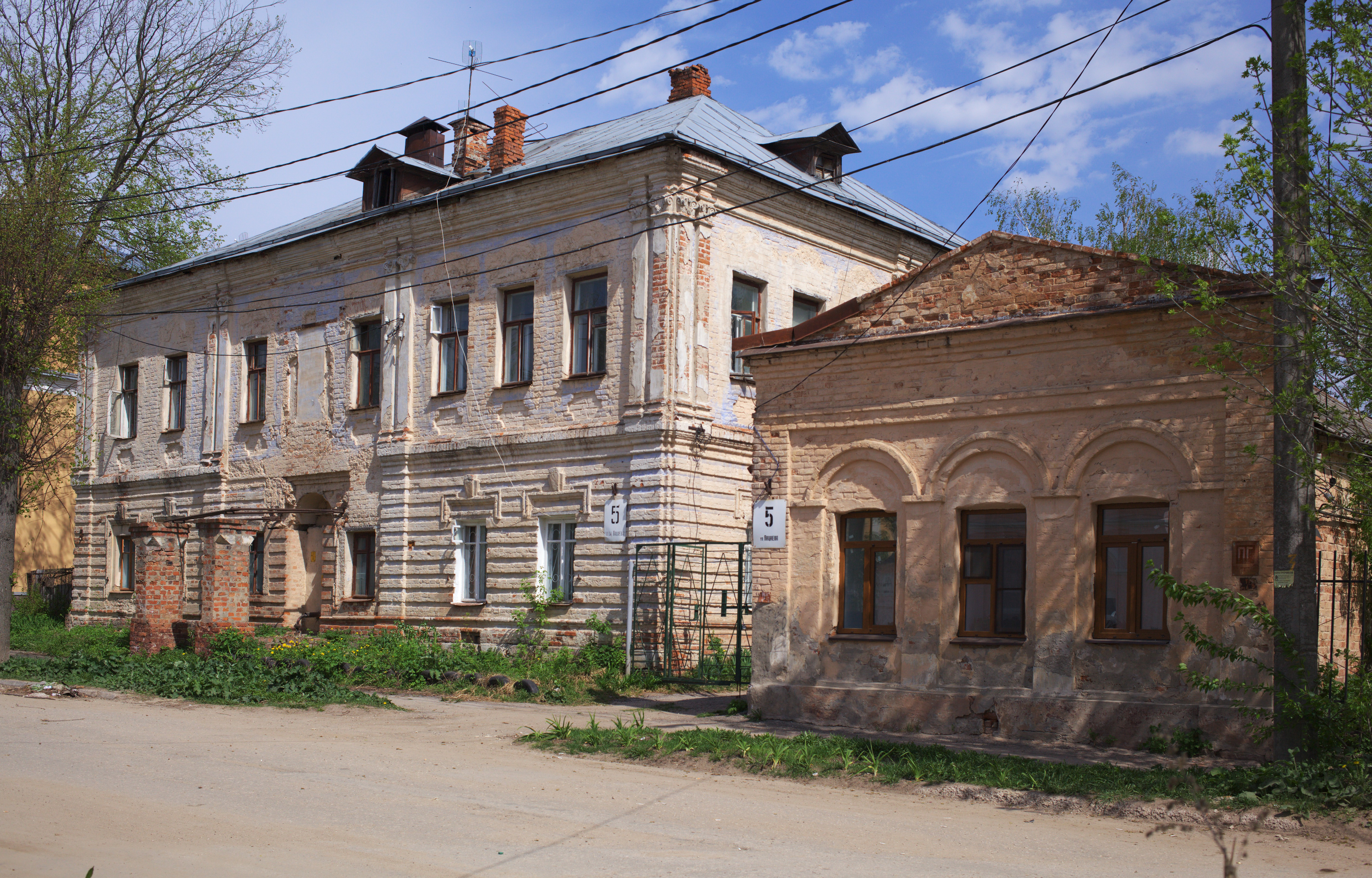
Палаты Кольцова